# Криминалистическое исследование отпечатков обуви

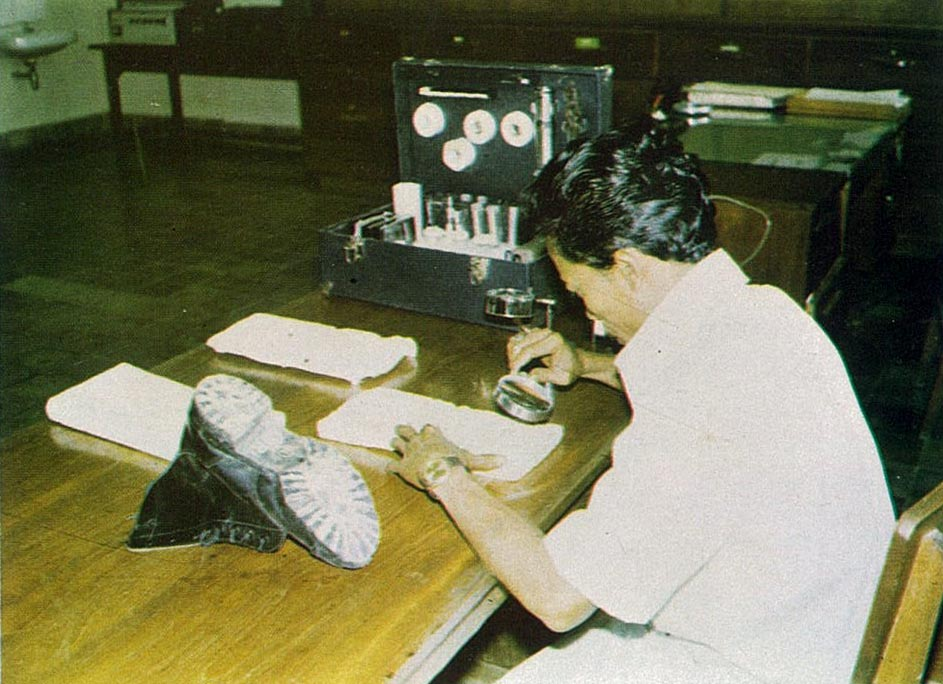
Сличение экспертом-трасологом гипсового оттиска подошвы ботинка подозреваемого с ранее полученными отпечатками на месте происшествия

Криминалистическое исследование следов обуви может быть использовано в ходе судебного разбирательства для доказательства присутствия владельца обуви на месте преступления. Следы подошв обуви являются наиболее распространённым видом улик, которые можно найти на месте преступления. В некоторых случаях их принято считать такими же важными, как и следы пальцев рук. В первую очередь следователи определяют марку и модель обуви, следы которой были обнаружены на месте преступления. Это можно сделать визуально или путём сравнения с отпечатками из базы данных; оба метода направлены на распознавание бренда или логотипа компании. Информацию об обуви можно получить в результате анализа износа, который зависит от угла носки и распределения веса тела. Подробное изучение следов обуви позволяет сопоставить фрагмент следа с отпечатком подошвы какой-либо модели, каждая из которых по-своему уникальна.

## Виды отпечатков обуви
Отпечатки обуви делятся на три вида — отпечаток подошвы, отпечаток на стельке и анализ протектора.
Отпечаток подошвы
Отпечаток подошвы обуви — это след, оставленный на объекте вследствие контакта его поверхности с подошвой обуви. Он может быть обнаружен как на земле, так и на вертикальной поверхности, например, на дверях или стенах, если человек пытался пнуть объект или перелезть через преграду. А также его можно найти на человеке, которого избивали или топтали.
Помимо явных существуют и скрытые следы обуви, которые невозможно увидеть с первого взгляда. Например, отпечатки на разных поверхностях — напольной плитке, бетоне или ковре. Для их обнаружения требуется использование специальных источников света, например, портативных ультрафиолетовых ламп. Фиксация таких следов включает в себя их фотографирование, а также их проявление при помощи геля или электростатических проявителей.
Отпечаток на стельке
Отпечаток стопы человека можно обнаружить и внутри обуви, то есть на её стельке. Размер ступни и отпечатки пальцев ног, оставленные на ней, используются для определения того, носил ли человек эту обувь. Анализ и сравнение отпечатков ступни — это отрасль судебной подиатрии.
Анализ протектора
Анализ протектора — это улики, которые собраны с обуви. Типы улик, которые можно извлечь из протектора, включают в себя кожу, осколки стёкол, волоски, волокна одежды или ковров, частицы почвы, пыль и биологические жидкости. Изучение подобных улик используется для того, чтобы связать следы протектора с местоположением или владельцем обуви. ДНК, найденные на протекторе, могут служить одним из важнейших вещественных доказательств.

## Обнаружение отпечатков обуви

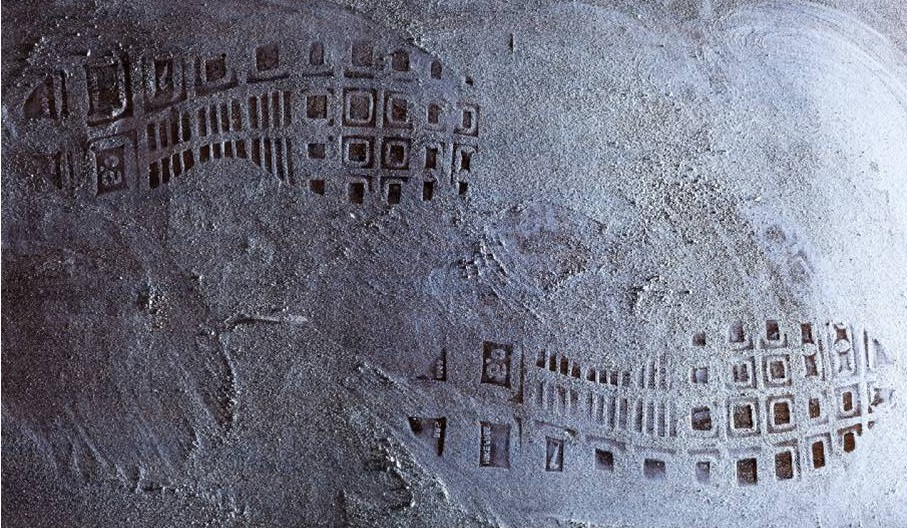
Отпечаток следа на грязной поверхности

Следы обуви можно обнаружить при помощи различных методов.
- Использование искусственных источников света для создания наклонных и коаксиальных лучей света, а также использование поляризованного света для обнаружения видимых и скрытых отпечатков.
- Использование электростатических проявительных устройств для обнаружения следов пыли.
- Использование физических или химических усилителей для проявления тусклых отпечатков.

## Извлечение отпечатков обуви
Чаще всего отпечатки обуви и следы протекторов, которые трудно заметить невооружённым взглядом, оставляют на мягких поверхностях, например, на таких как грязь или пылевые отложения. На местах совершения особо жестоких преступлений могут быть оставлены кровавые следы, так как человек мог стоять в луже крови, а после совершения преступления — передвигаться по периметру места происшествия.
Перенос
Отпечатки обуви можно извлечь при помощи таких средств, как следокопировальная плёнка, методом заливки следа гелем (или гипсом) или с помощью электростатических устройств.
Наливной способ извлечения
Чтобы использовать след в качестве доказательства, можно извлечь его из поверхности путём создания гипсового слепка. Сперва след отделяют от остальной поверхности твердым ограждением. После этого отделённую область осторожно заливают гипсовой смесью; в таких случаях, как правило, смесь заливают прямо в след обуви. В некоторых случаях, когда поверхность не является идеальной для подобных манипуляций, используются другие методы для извлечения отпечатков. Для того, чтобы зафиксировать следы на песке, используют аэрозольную смолу или клей, а нередко и лак для волос. Следы на мокрой грязи высушивают при помощи пипетки, которой извлекают воду из отпечатка, и горячего воздуха (для этого часто используют фен).

## Экспертиза отпечатков обуви
Отпечатки обуви могут раскрыть информацию, полезную для судебных следователей. Экспертиза следов, найденных на месте преступления, может предоставить следующую информацию.
Количество людей, находившихся на месте преступления: наличие различных следов обуви на месте преступления указывает на то, что там присутствовал больше, чем один человек.
Приблизительный рост владельца обуви: существует статистическая взаимосвязь между размером ступни/обуви и ростом человека, а также длиной его шага. Размер обуви, полученный из отпечатка, и длина шага позволяют рассчитать примерный рост человека.
Активность человека в момент оставления следов: по отпечаткам обуви, оставленным на мягких поверхностях, можно выявить, чем занимался человек — шёл, бежал или переносил тяжелый груз. След, оставленный бегущим человеком, будет глубже в области пальцев ног и пяток. Следы человека, переносящего тяжелый груз (например, тело другого человека), будут более глубокими, чем если бы он шёл налегке.
Производитель, модель и приблизительный размер обуви: отпечатки следов обуви могут демонстрировать элементы дизайна (формы, узоры и их расположение), которые находятся на протекторе обуви. Их можно сравнить с отпечатками протекторов из базы данных и таким образом идентифицировать модель и марку обуви, отпечаток которой был оставлен. Знание модели обуви, след которой был оставлен на месте преступления, позволяет сузить круг подозреваемых, а также связать несколько преступлений с одним преступником или с преступниками.
Установление связи между отпечатком следа с места преступления и конкретной парой обуви: сравнение отпечатка обуви с обувью, изъятой у подозреваемого, может показать, есть ли между ними связь. Часть протектора обуви, по мере износа, постепенно приобретает свою специфичность. Эти особенности могут совпасть со следами с места преступления.
- Если основные характеристики и размер совпадают, следователи могут предположить, что отпечаток был сделан именно этой обувью, но не исключено, что следы были оставлены другой обувью с аналогичным дизайном или размером.
- Если основные характеристики, размер и особенности подошвы совпадают с образцами, которые найдены на месте преступления, следователи могут предположить, что след оставила конкретная пара обуви. Подобная связь позволяет предположить, что владелец обуви присутствовал на месте преступления, и это может использоваться как доказательство в суде.

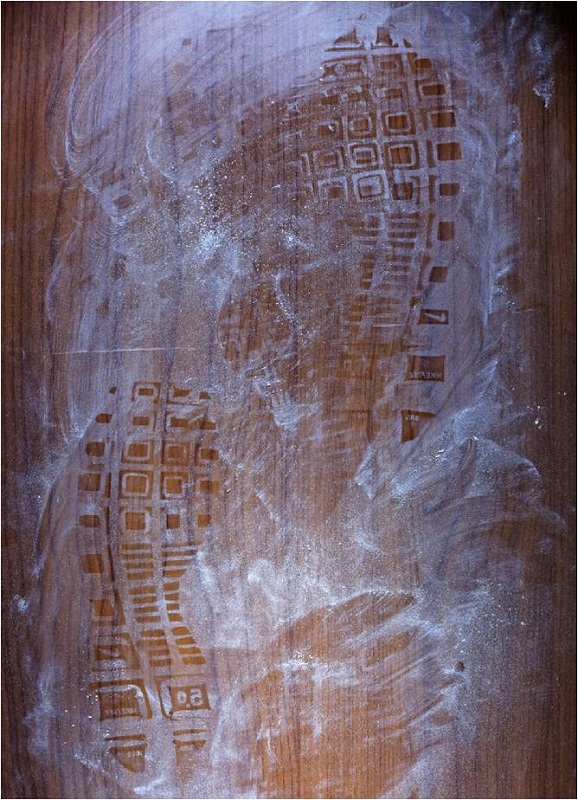
След, оставленный на месте преступления
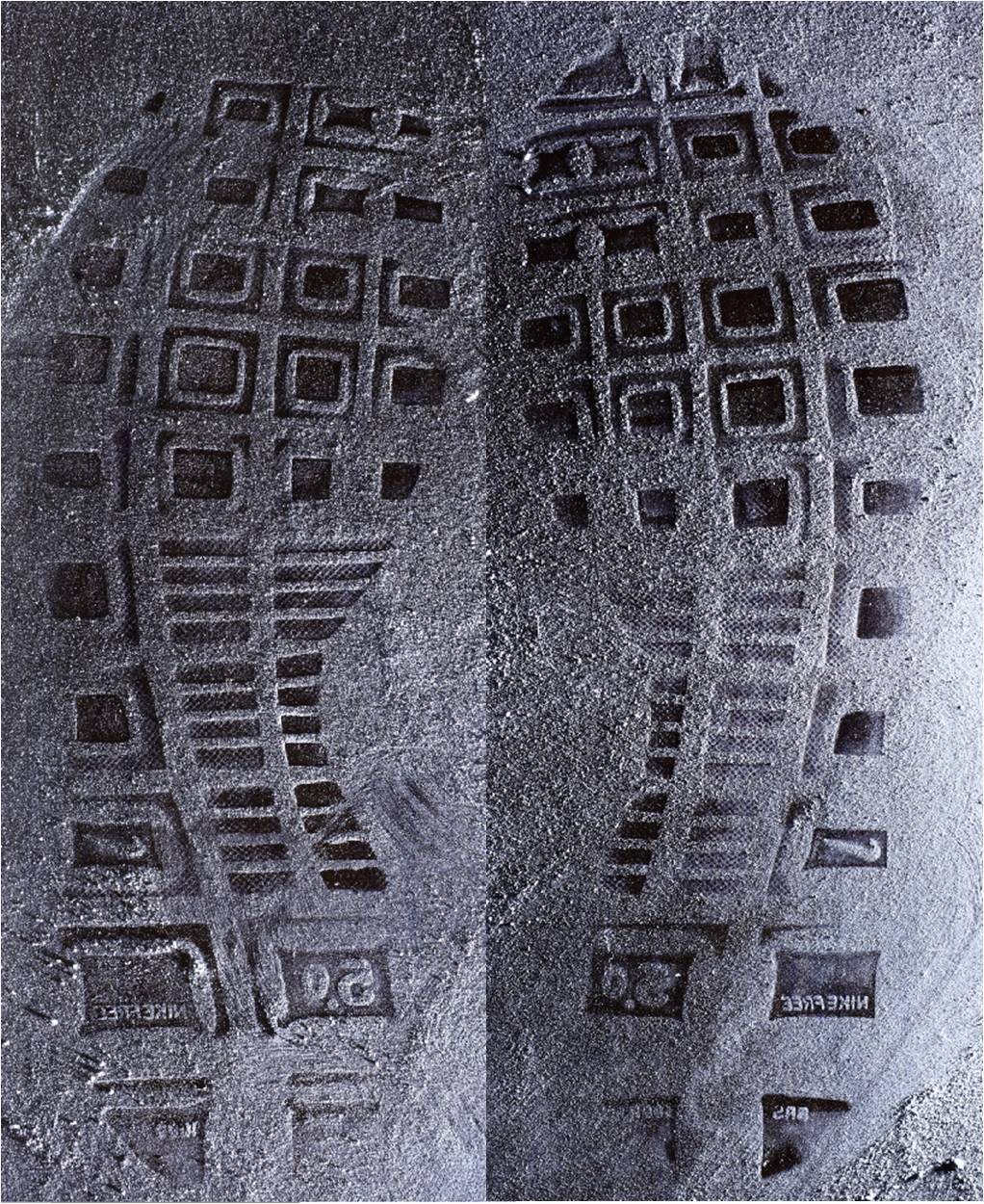
Детализированный снимок отпечатка обуви
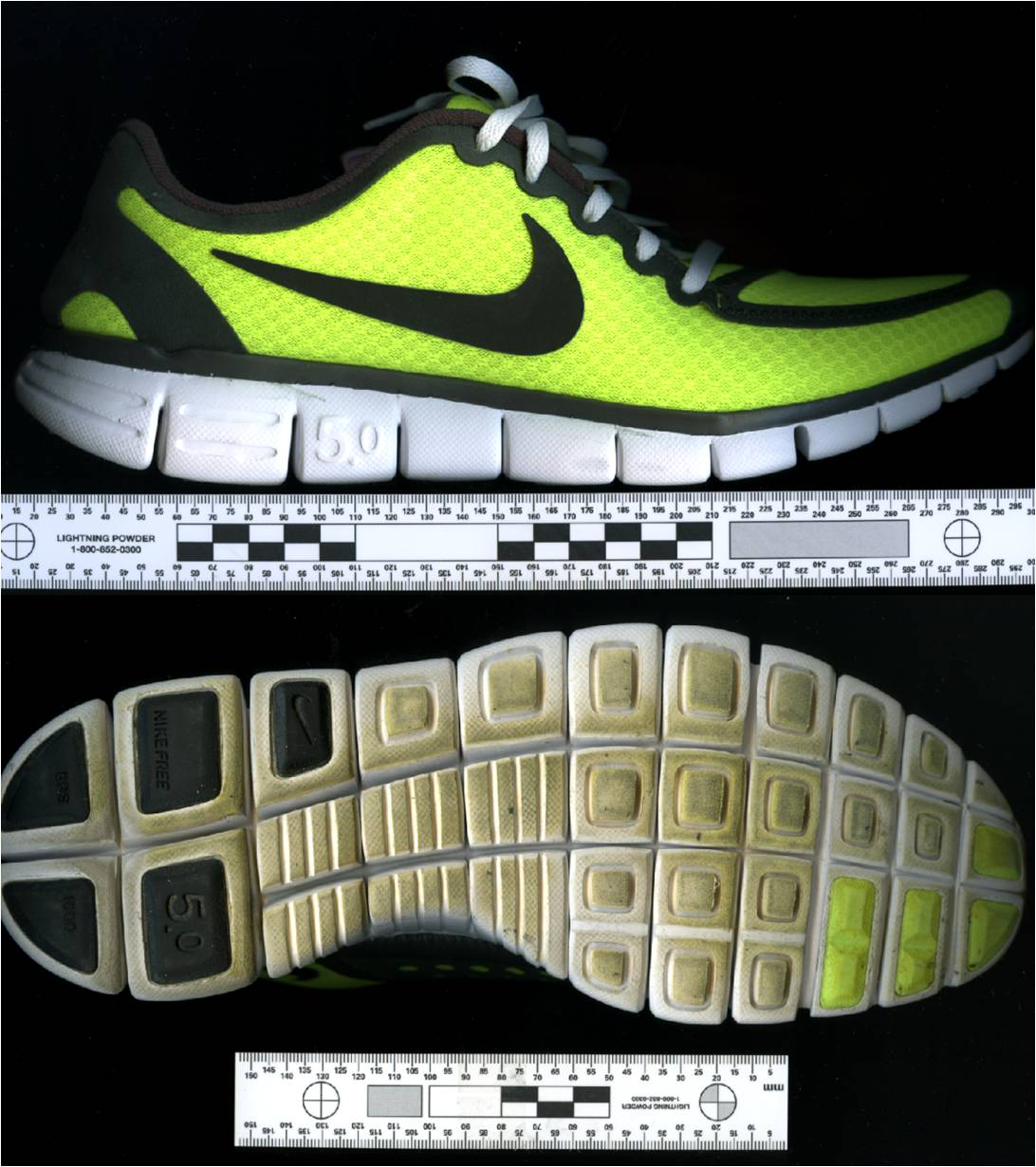
Снимок подошвы обуви подозреваемого
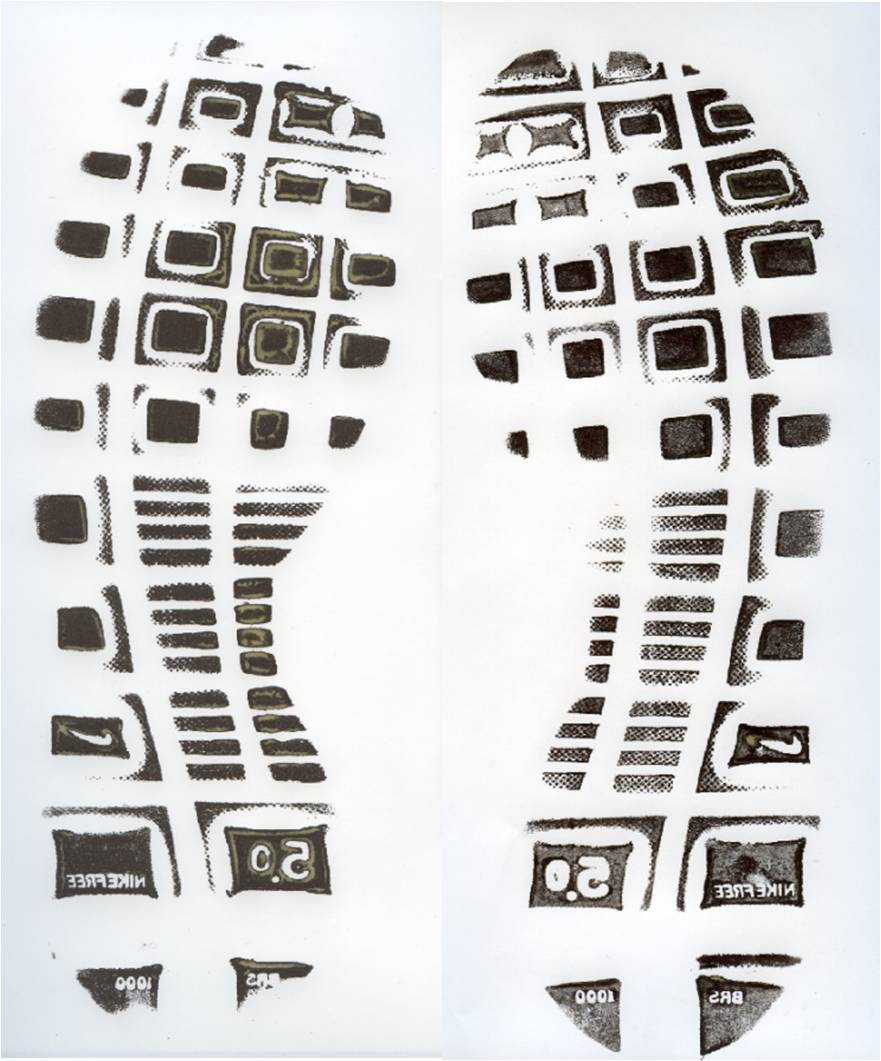
Снимок следа, сделанный во время следственной проверки
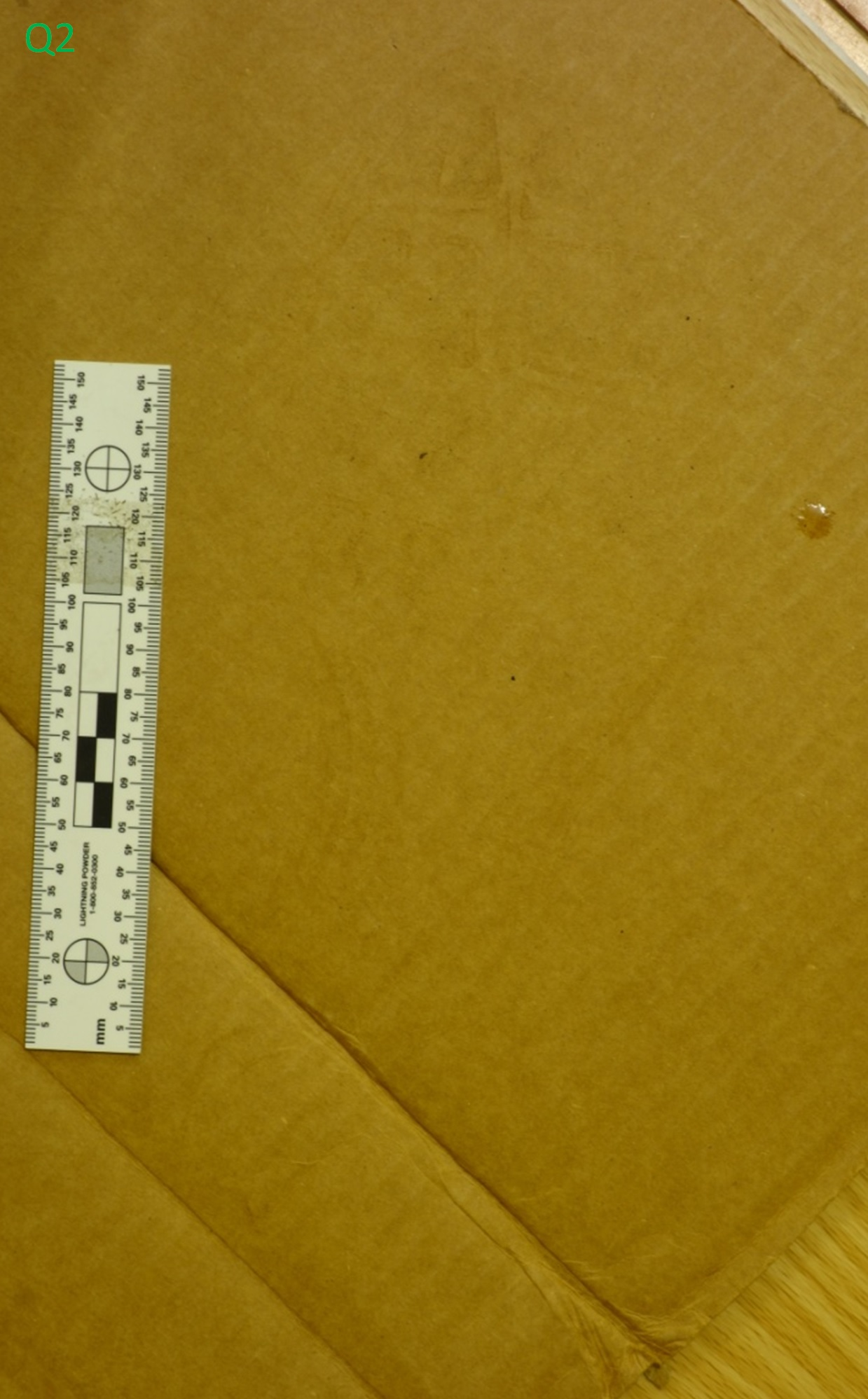
Скрытый отпечаток обуви, оставленный на месте преступления
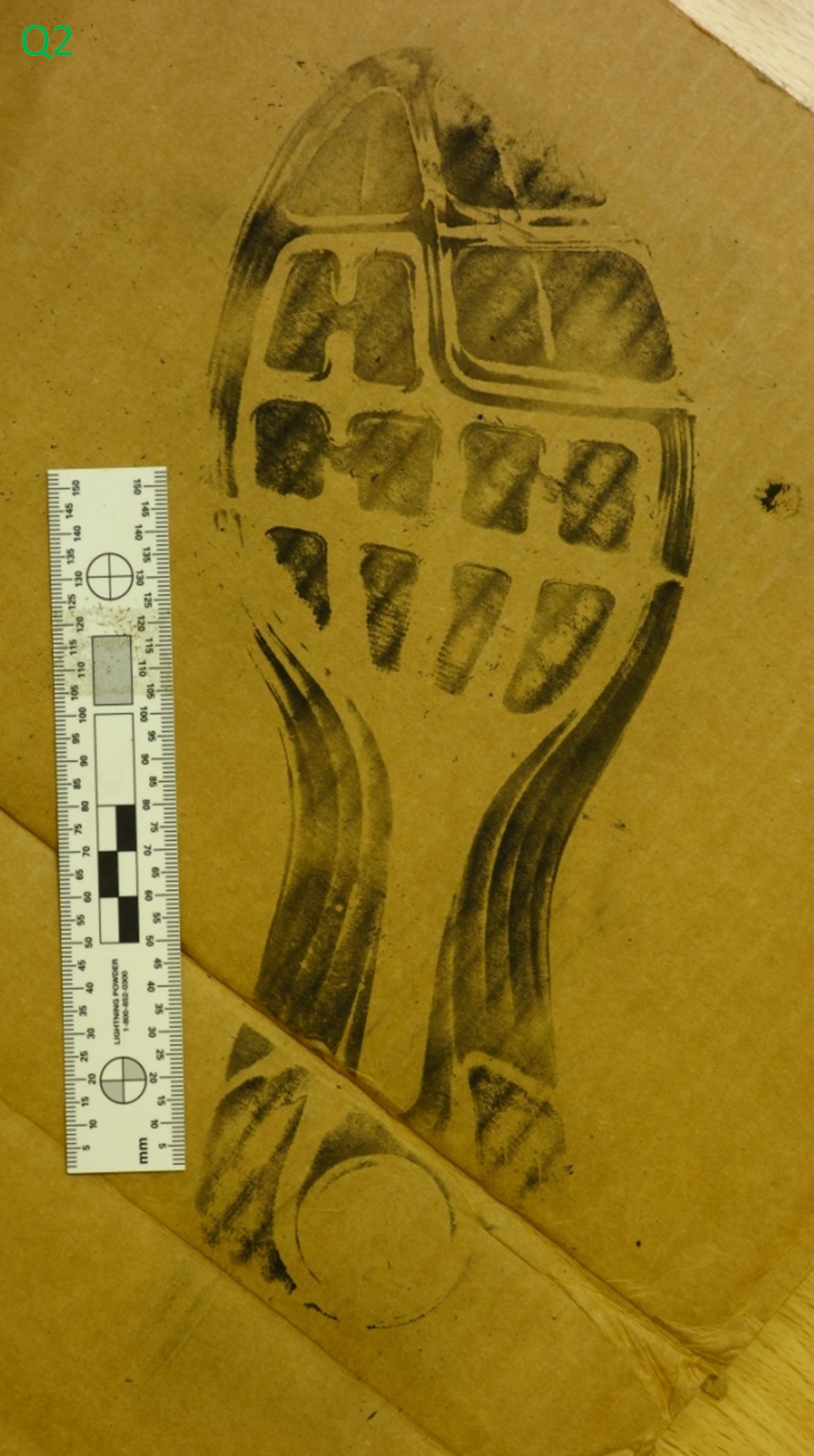
Скрытый отпечаток обуви, выявленный при помощи проявителя
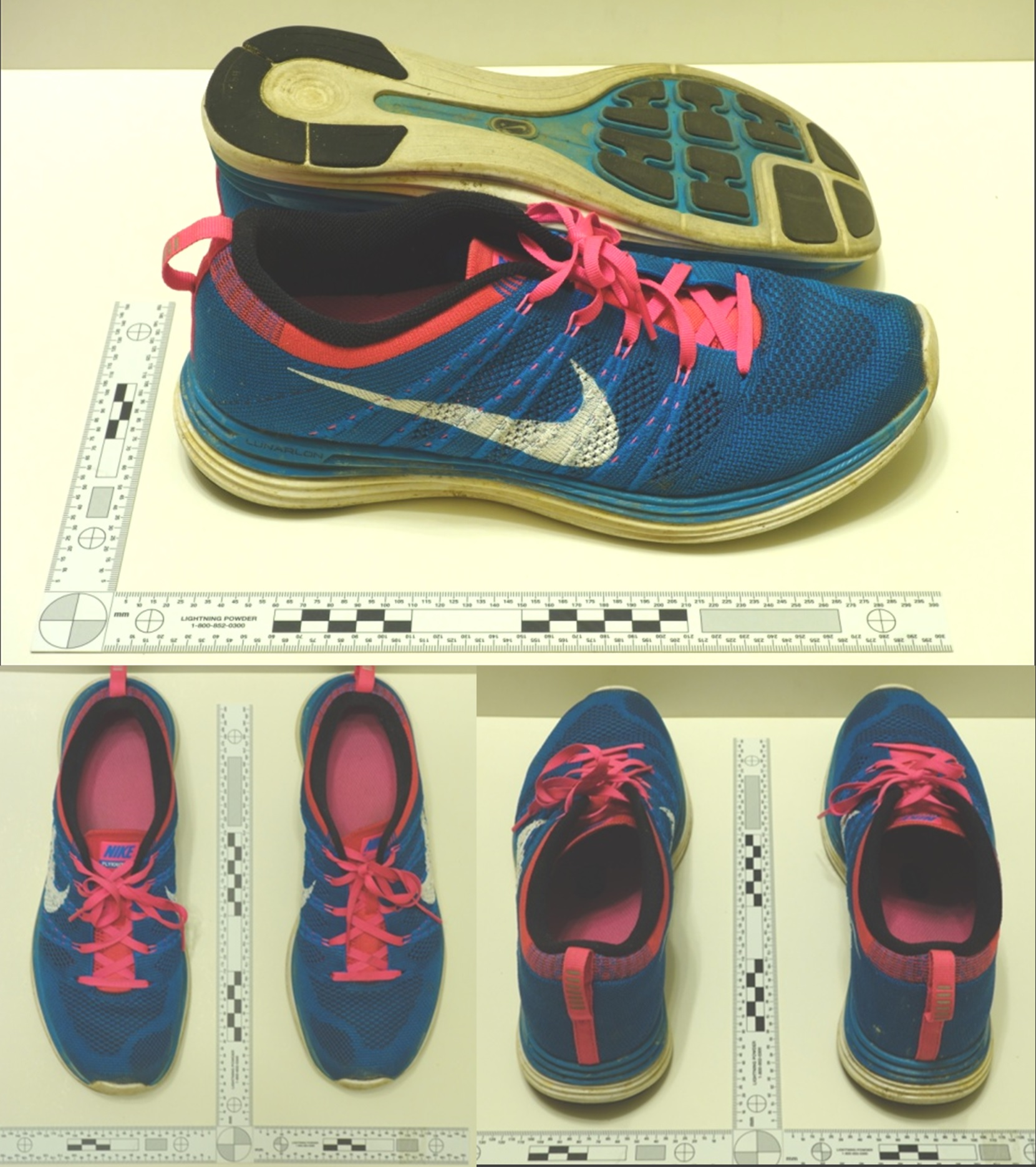
Обувь подозреваемого 1
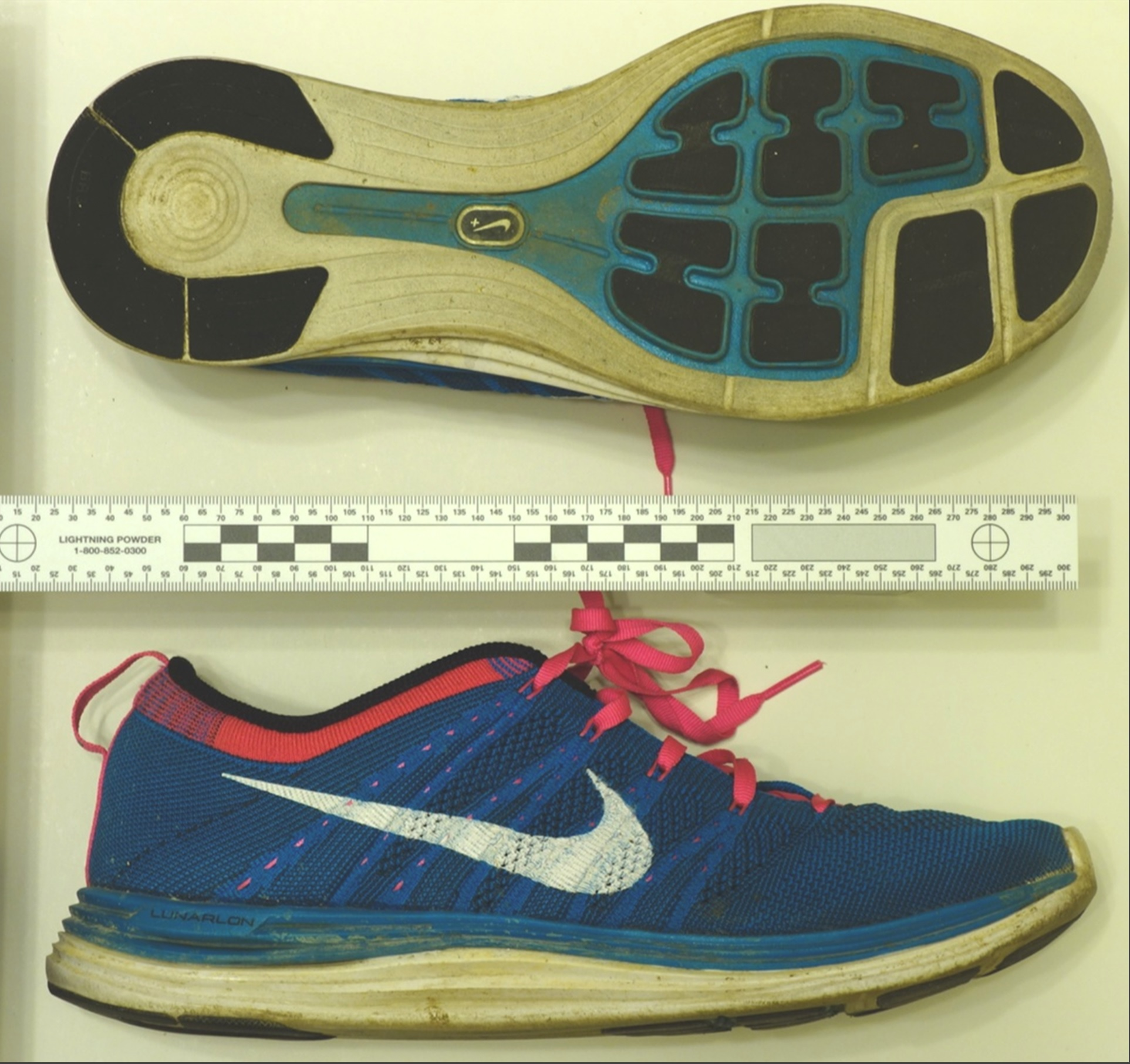
Обувь подозреваемого 2
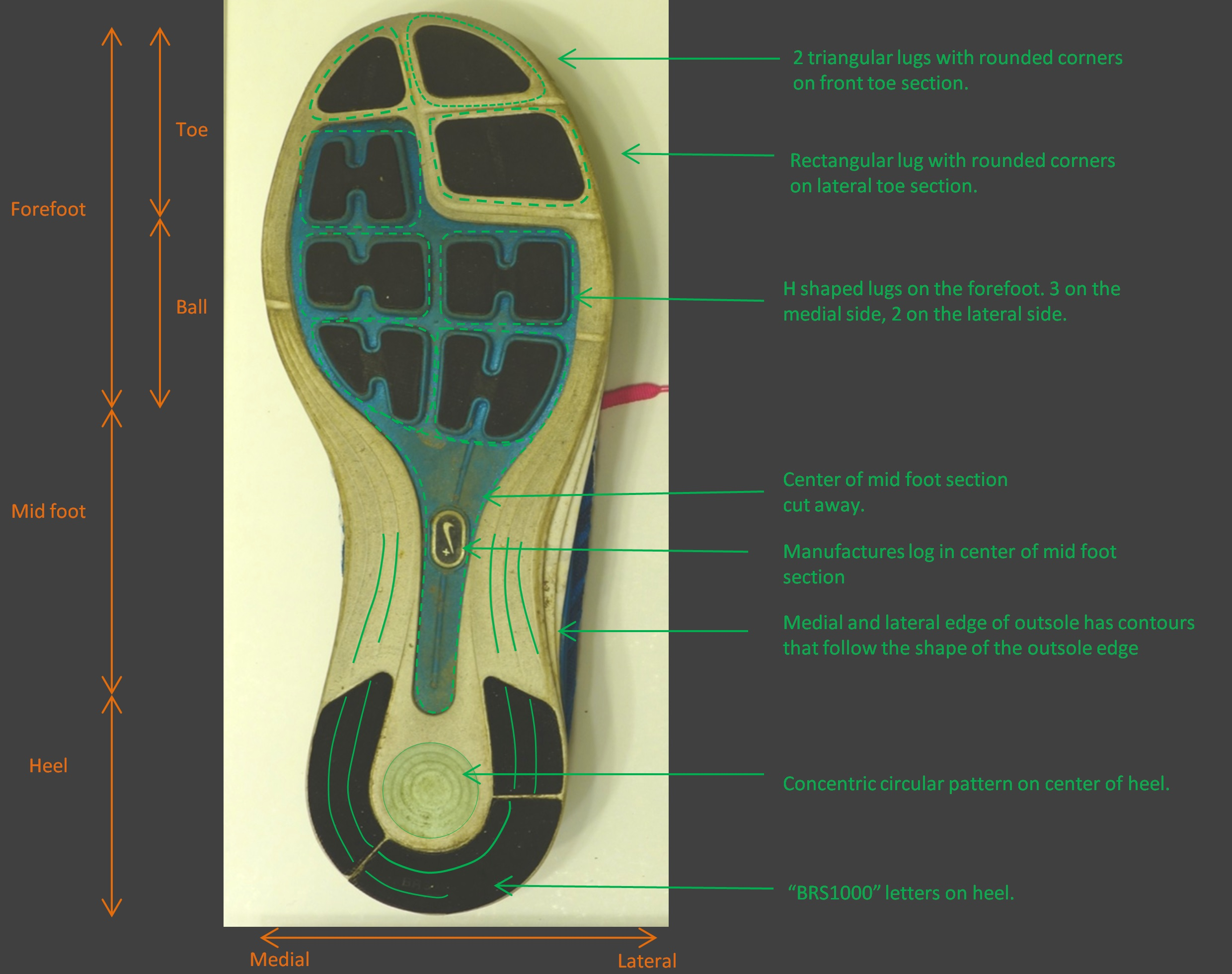
Характеристика обуви подозреваемого
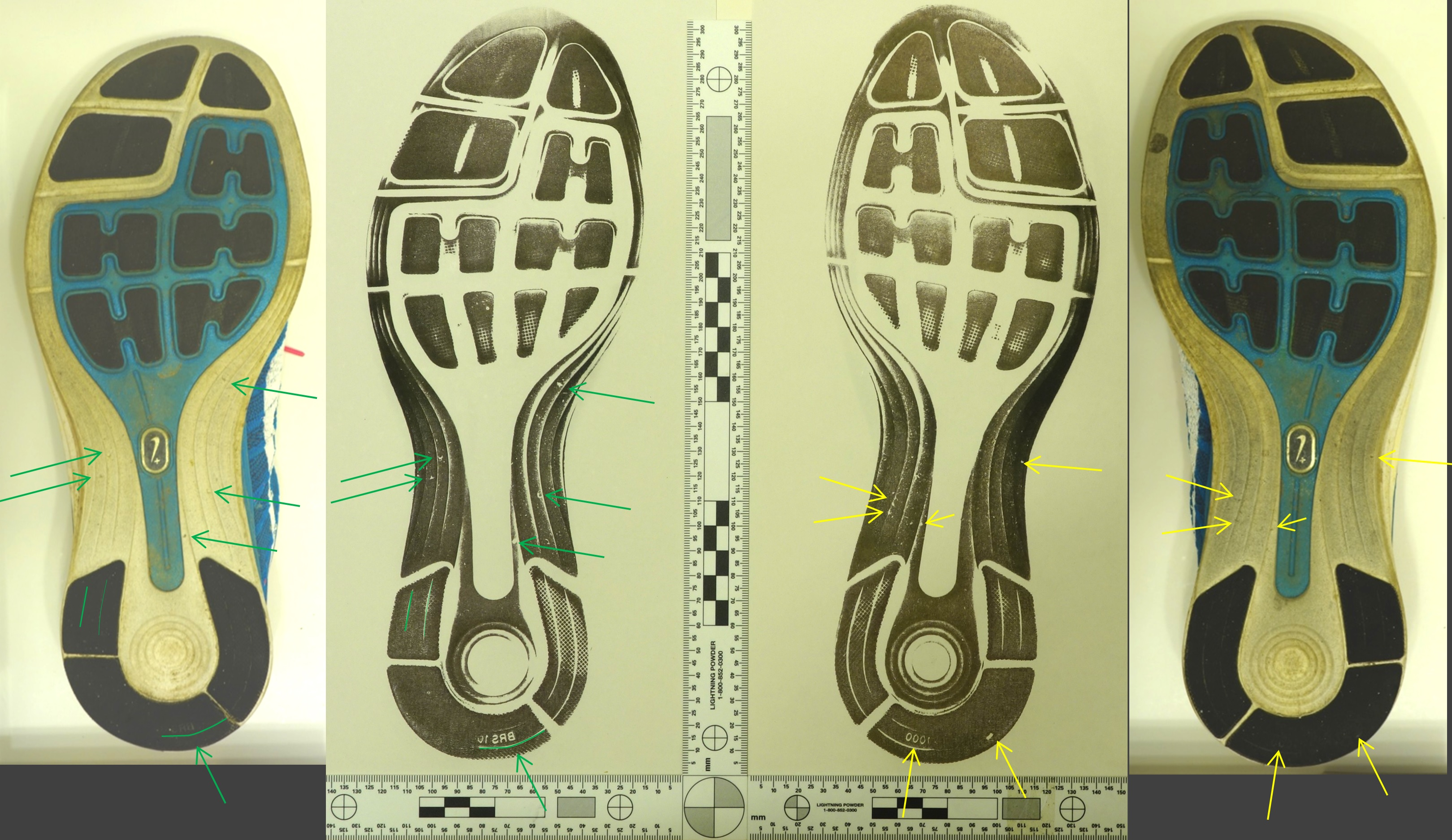
Обувь подозреваемого с отмеченными совпадениями
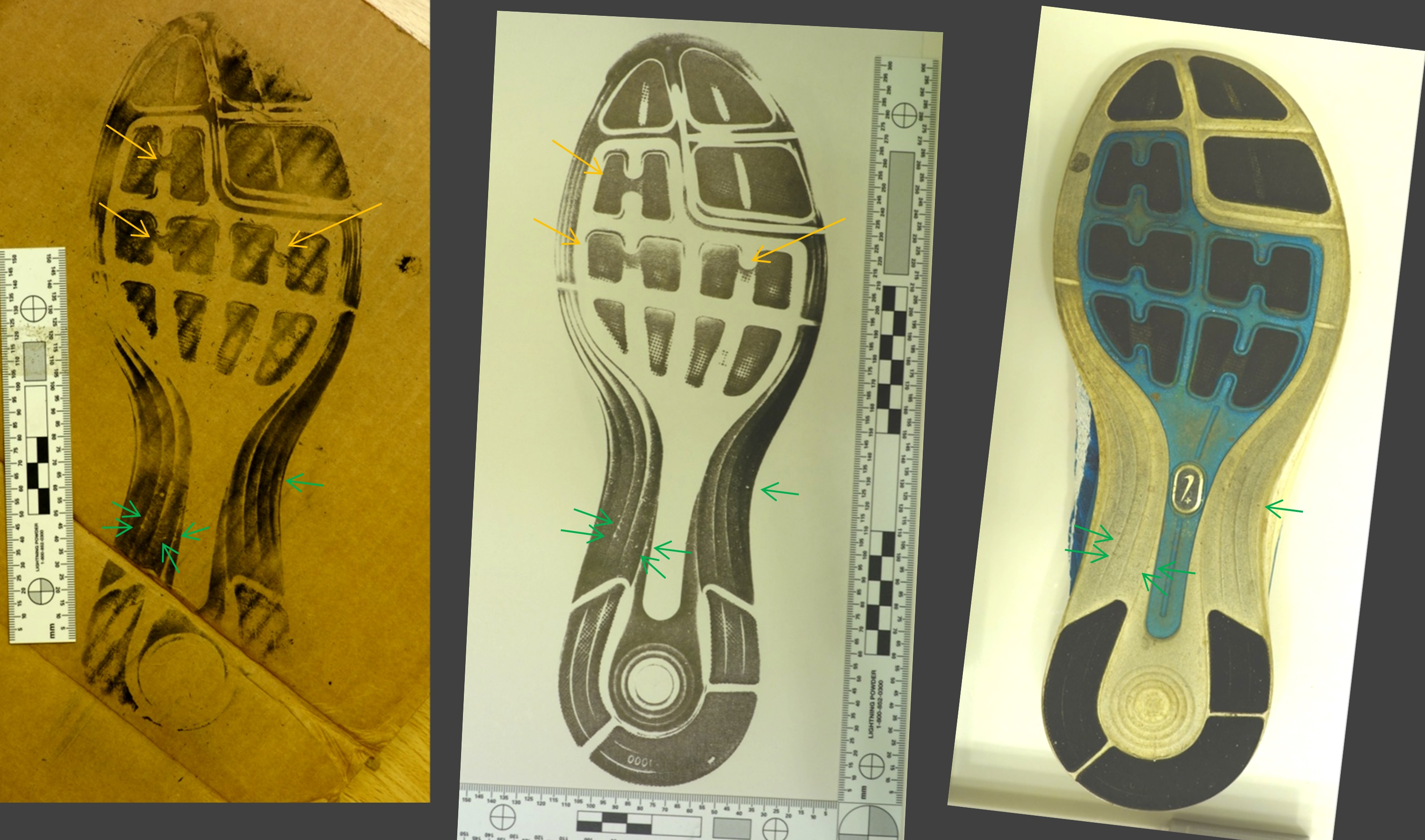
Сравнение отпечатка следа с места преступления с отпечатком следа обуви подозреваемого (с отмеченными совпадениями)
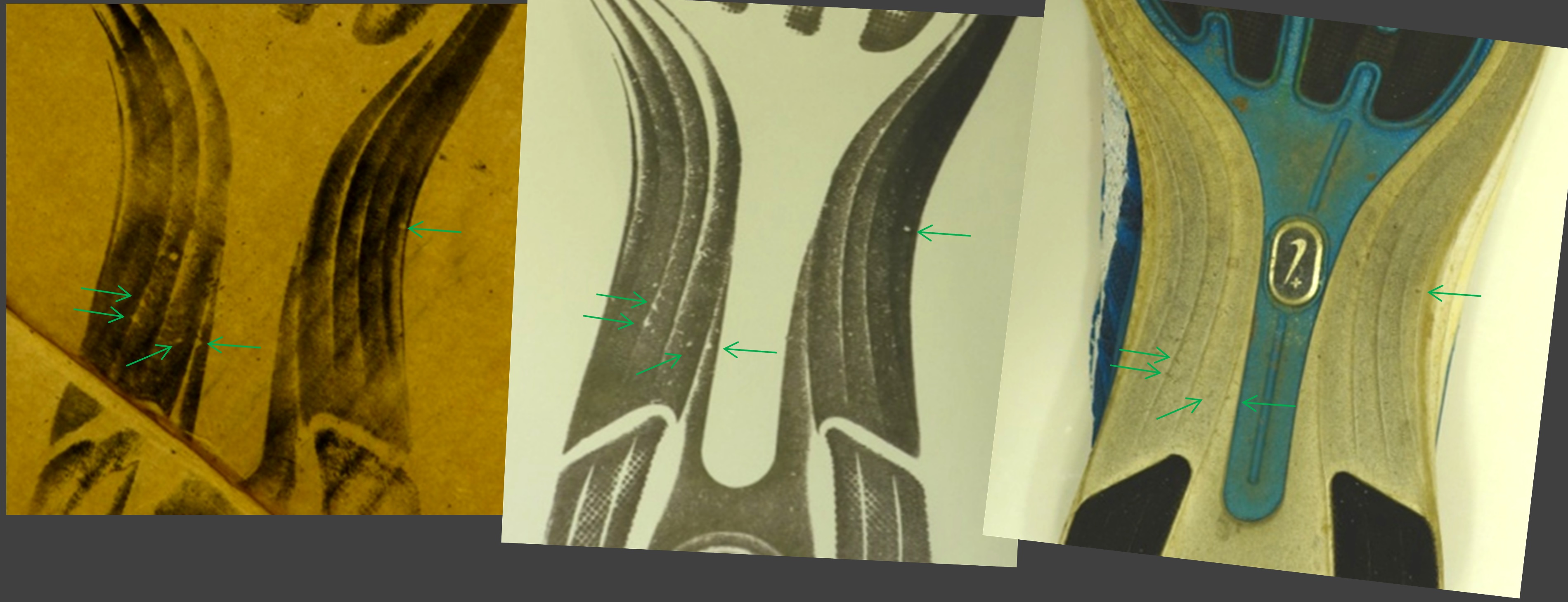
Сравнение отпечатка следа с места преступления с отпечатком следа обуви подозреваемого (крупный план)

## Недостатки использования следов в качестве улик
Теодор Качинский, известный также как Унабомбер, прикреплял к подошве своей обуви протекторы меньшего размера для того, чтобы запутать следователей и сбить их со своего следа.

## Обувные базы данных
Для того, чтобы быстрее идентифицировать производителя, марку и модель обуви по их дизайну, криминалисты используют компьютеризированные обувные базы данных.
- Everspry
- Foster and Freeman
- Raven technologies